# Supertaça Cândido de Oliveira 2020
La Supertaça Cândido de Oliveira 2020 è stata la 43ª edizione di tale competizione, la 20ª a finale unica. Si è disputata il 23 dicembre 2020 tra il Porto, vincitore della Primeira Liga 2019-2020 e della Taça de Portugal 2019-2020, e il Benfica, finalista della Taça de Portugal 2019-2020. La squadra campione in carica era il Benfica. Il Porto ha conquistato il trofeo per la ventiduesima volta nella sua storia.

## Le squadre
| Squadre | Qualificazione                                                             | Partecipazioni precedenti (il grassetto indica la vittoria) |
| ------- | -------------------------------------------------------------------------- | --- |
| Porto   | Vincitore della Primeira Liga 2019-2020 e della Taça de Portugal 2019-2020 | 29 (1981, 1983, 1984, 1985, 1986, 1988, 1990, 1991, 1992, 1993, 1994, 1995, 1996, 1997, 1998, 1999, 2000, 2001, 2003, 2004, 2006, 2007, 2008, 2009, 2010, 2011, 2012, 2013, 2018) |
| Benfica | Finalista della Taça de Portugal 2019-2020                                 | 19 (1981, 1983, 1984, 1985, 1986, 1987, 1989, 1991, 1993, 1994, 1996, 2004, 2005, 2010, 2014, 2015, 2016, 2017, 2019)                                                             |

## Tabellino
| Arbitro: | Hugo Miguel |

|                                          |           |  |
| Sérgio Oliveira 25’ (rig.) Luis Díaz 90’ | Marcatori |  |

| Porto | Benfica |

### Formazioni
| Porto            |    |                   |     |       |
|                  |    |                   |     |       |
| P                | 1  | Agustín Marchesín |     |       |
| TD               | 18 | Wilson Manafá     |     |       |
| DC               | 19 | Chancel Mbemba    | 57’ | 76’   |
| DC               | 3  | Pepe ()           | 36’ |       |
| TS               | 12 | Zaidu Sanusi      |     |       |
| CD               | 17 | Jesús Corona      |     | 90+4’ |
| CC               | 27 | Sérgio Oliveira   | 53’ | 89’   |
| CC               | 8  | Mateus Uribe      |     |       |
| CS               | 25 | Otávio            |     |       |
| A                | 11 | Moussa Marega     |     | 89’   |
| A                | 9  | Mehdi Taremi      |     | 77’   |
| A disposizione:  |    |                   |     |       |
| P                | 99 | Diogo Costa       |     |       |
| D                | 4  | Diogo Leite       |     | 76’   |
| C                | 16 | Marko Grujić      |     | 89’   |
| C                | 21 | Romário Baró      |     | 90+4’ |
| A                | 7  | Luis Díaz         |     | 77’   |
| A                | 23 | João Mário        |     |       |
| A                | 29 | Toni Martínez     |     | 89’   |
| Allenatore:      |    |                   |     |       |
| Sérgio Conceição |    |                   |     |       |

| Benfica         |    |                      |       |     |
|                 |    |                      |       |     |
| P               | 99 | Odysseas Vlachodimos |       |     |
| TD              | 2  | Gilberto             |       | 89’ |
| DC              | 30 | Nicolás Otamendi ()  |       |     |
| DC              | 5  | Jan Vertonghen       |       |     |
| TS              | 3  | Álex Grimaldo        |       | 89’ |
| CD              | 27 | Rafa Silva           |       | 64’ |
| CC              | 28 | Julian Weigl         | 30’   | 89’ |
| CC              | 49 | Adel Taarabt         |       |     |
| CS              | 7  | Everton              |       |     |
| A               | 10 | Luca Waldschmidt     |       |     |
| A               | 9  | Darwin Núñez         |       |     |
| A disposizione: |    |                      |       |     |
| P               | 77 | Helton Leite         |       |     |
| D               | 33 | Jardel               |       |     |
| D               | 71 | Nuno Tavares         |       | 89’ |
| C               | 17 | Diogo Gonçalves      |       | 89’ |
| C               | 22 | Andreas Samarīs      |       |     |
| C               | 38 | Pedrinho             |       | 89’ |
| A               | 14 | Haris Seferović      | 90+3’ | 64’ |
| Allenatore:     |    |                      |       |     |
| Jorge Jesus     |    |                      |       |     |